# Herb Tucholi
Herb Tucholi – jeden z symboli miasta Tuchola i gminy Tuchola w postaci herbu.

## Wygląd i symbolika
Herb przedstawia na błękitnej tarczy górną część postaci świętej Małgorzaty, w srebrnej szacie. Święta trzyma w lewej ręce złoty kij pielgrzymi zakończony krzyżem greckim, a w uniesionej prawej – srebrnego gołębia, skierowanego w lewo. Na jej głowie złota korona, wokół głowy – srebrny nimb. Symbolika herbu nawiązuje do świętej jako patronki miasta, która widnieje także na pieczęciach miejskich. 

## Historia
W okresie pruskim funkcjonował herb przedstawiający świętą Małgorzatę z krzyżem w dłoni, stojącą na smoku.
Jak głosi legenda, święta Małgorzata miała uchronić miasto i mieszkańców podczas oblężenia Tucholi, kiedy to ukazała się obrońcom nakazując rzucać we wrogów chlebem. Najeźdźcy przekonani o sile mieszkańców i ogromnych zapasach odstąpili od oblężenia.
Herb ustanowiony przez radę miejską 25 kwietnia 2014 r. zastąpił wcześniejszy herb z 1990 r. zakwestionowany przez Komisję Heraldyczną przy MSWiA.

Herb Tucholi w latach 1990-2014
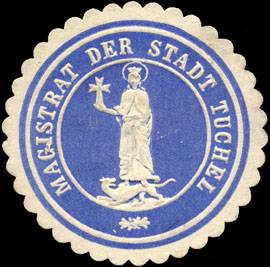
Plomba z herbem przedstawiającym św. Małgorzatę na smoku (między 1850 a 1923 rokiem)
Flaga Tucholi z motywem herbowym